# Time Gentlemen, Please!
Time Gentlemen, Please! est un jeu vidéo indépendant d'aventure en pointer-et-cliquer développé par Zombie Cow Studios et distribué sur Steam. Il est sorti en 2009 sur PC (Windows) et fait suite à Ben There, Dan That!.

## Accueil
Le jeu a reçu de bonnes critiques de la presse spécialisée :
- Adventure Gamers : 3,5/5[1]
- Gamezebo : 4/5[2]
- Rock, Paper, Shotgun : « Dis simplement -  Time Gentlemen, Please! est le meilleur jeu d'aventure en pointer-et-cliquer depuis des années »[3]

Le jeu a été nommé dans la catégorie Meilleur jeu vidéo indépendant aux Gamekult Awards 2009. Il est listé dans le livre Les 1001 jeux vidéo auxquels il faut avoir joué dans sa vie.